# Triumph Motor Company
Не путать с Adler Trumpf
Triumph Motor Company — английская автомобилестроительная компания, основанная в 1885 году Зигфридом Беттманом и Морисом Шульте. Вскоре компания начала продавать велосипеды торговой марки Triumph, а с 1889 года начала сборку автомобилей Triumph в Ковентри, Англия. В настоящий момент марка Triumph принадлежит концерну BMW, автомобили под этим брендом не производятся.

## История компании

### Становление

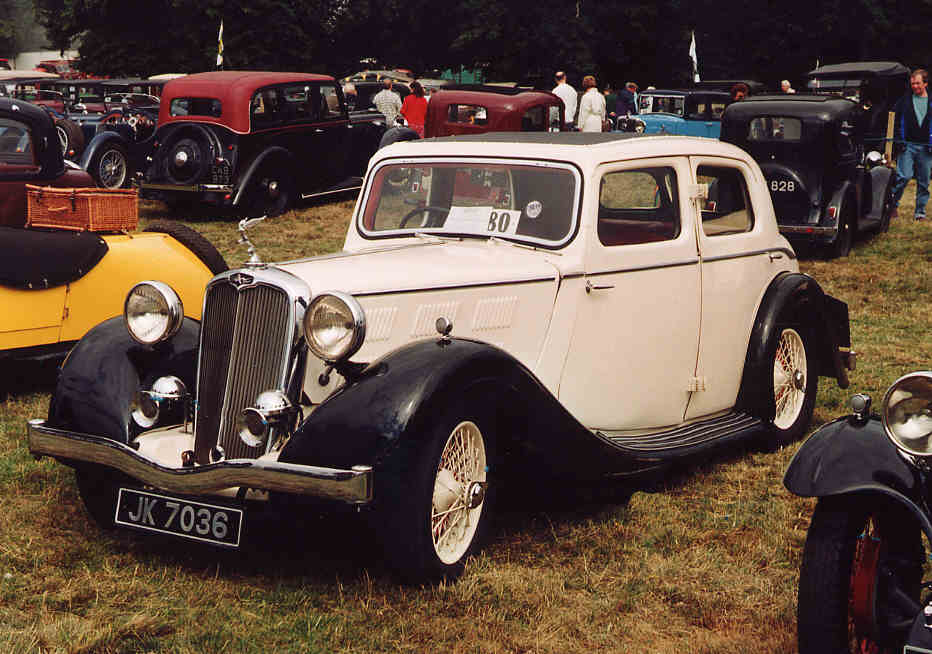
1934 Triumph Gloria Six

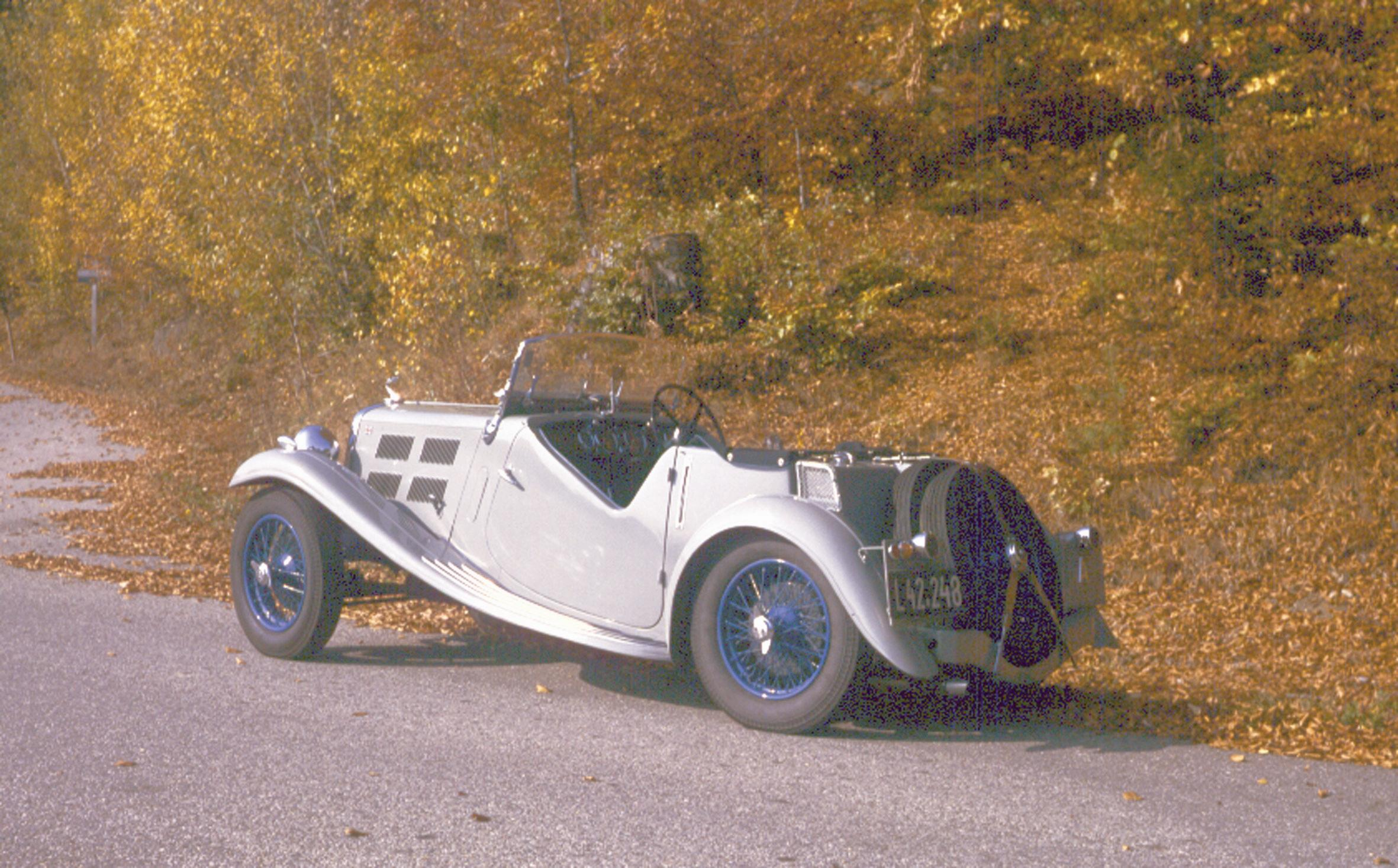
1936 Triumph Gloria Southern Cross 10.8 HP (four, 1,232 cc)

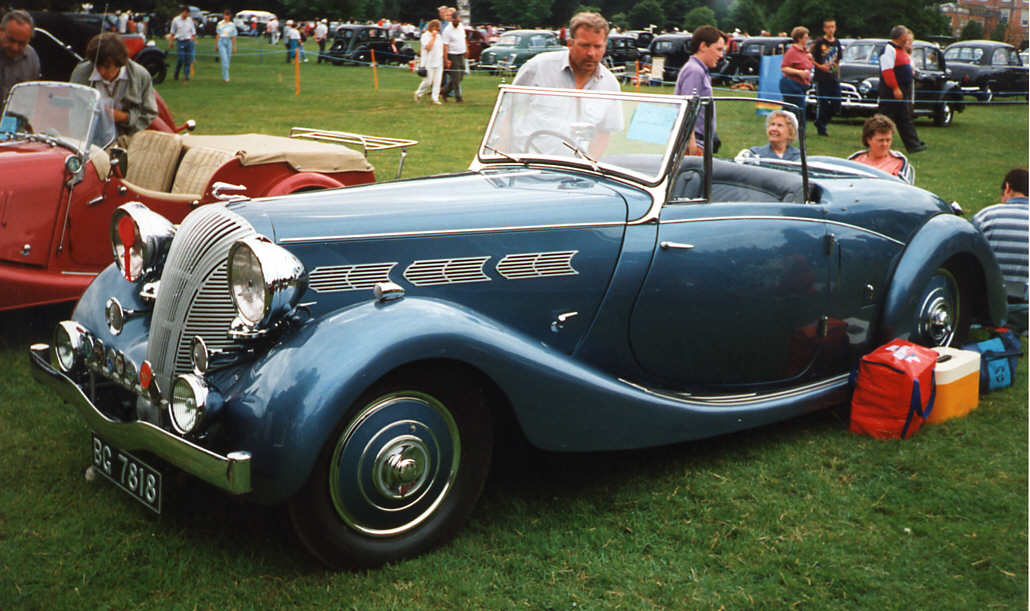
1937 Triumph Dolomite Roadster

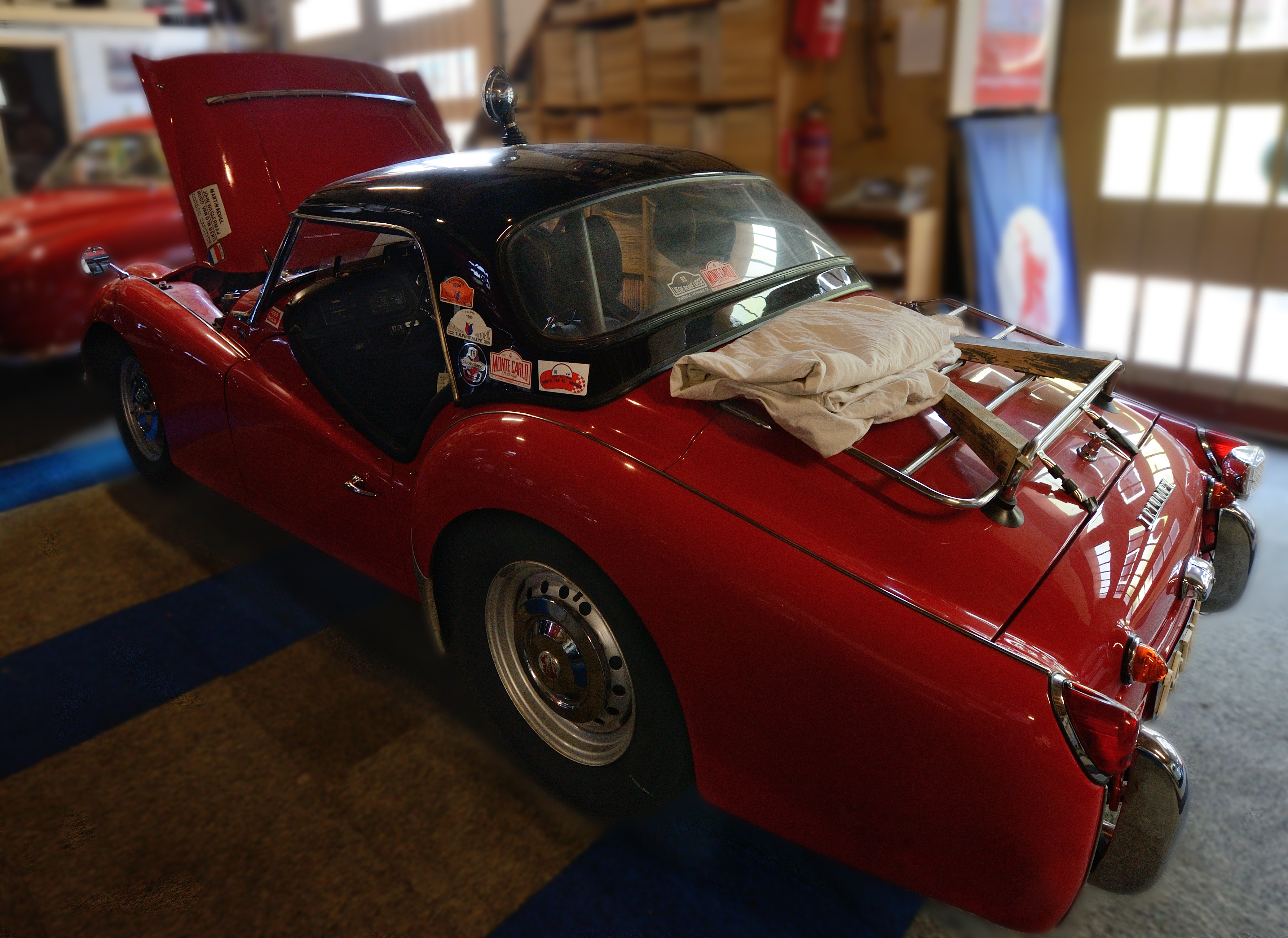
Triumph раритетное авто

Фирма Triumph Cycle Co. Ltd была основана в 1885 году немецкими эмигрантами — Зигфридом Бетманном и Морисом Шульте — и поначалу специализировалась на выпуске велосипедов. В 1923 году начался выпуск автомобилей. В 1930 году компания изменила своё название на Triumph Motor Company. В середине 1930-х годов, компания терпела серьёзные финансовые убытки. Компанию «Triumph Motor Company» выкупает владелец компании «Ariel» Джек Сангстер и переименовывает компанию в Triumph Engineering Co Ltd.

### Standard Triumph

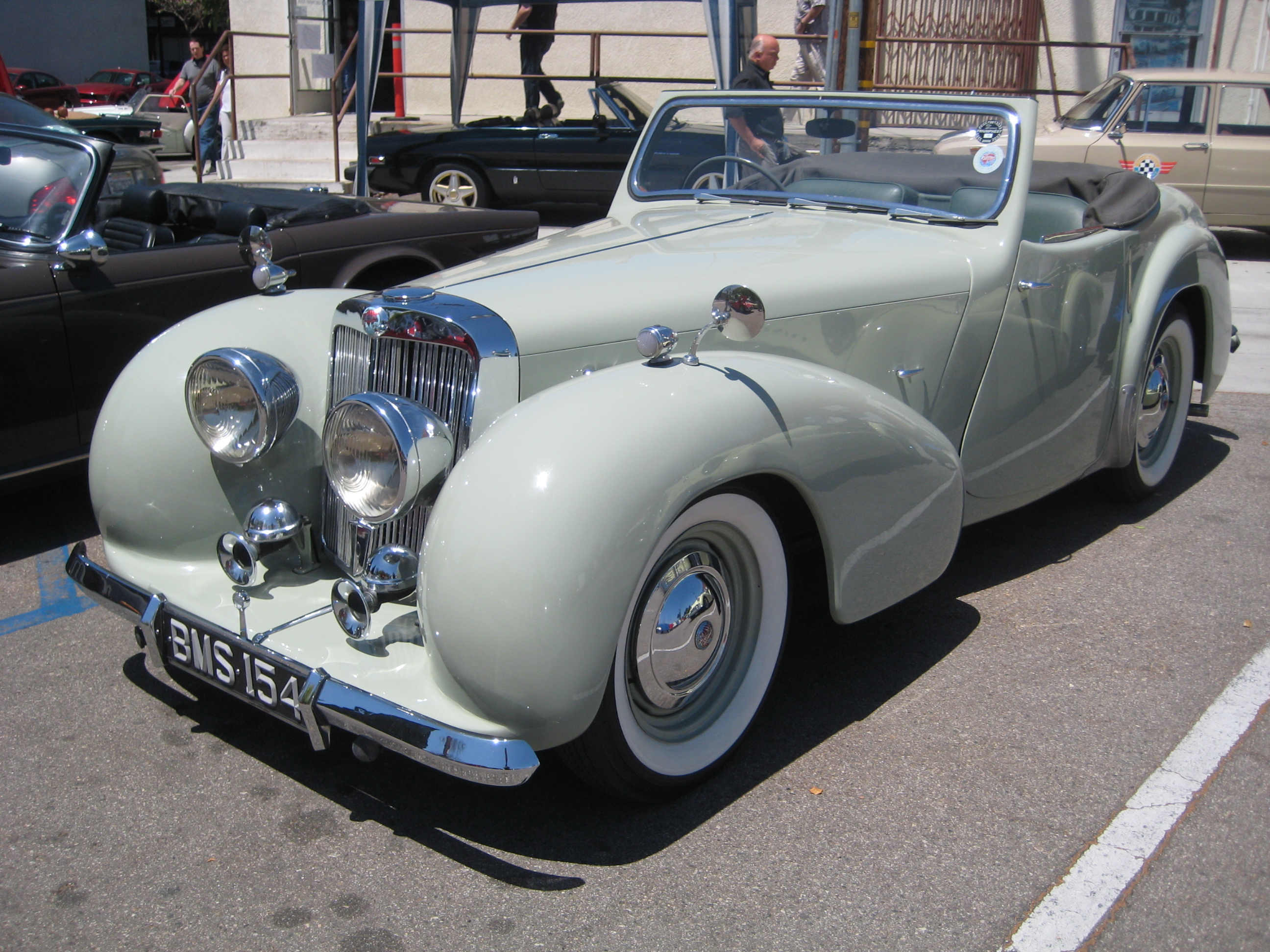
1946 Triumph 1800 Roadster

В ноябре 1944 года, завод приобрёл сэр Джон Блэк, владелец компании «Стандард Мотор Компани», занимавшейся производством автомобилей и поставкой двигателей другим производителям. В 1946 году объединенная компания Triumph-Standart представила два первых совместных автомобиля, конструктивно схожих между собой: седан Triumph — 1800 и кабриолет Triumph — 1800 Roadster.

### British Leyland Corporation

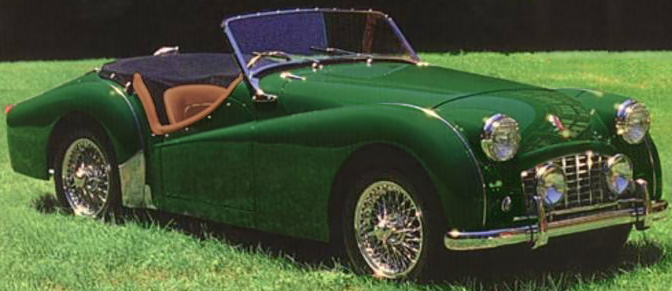
1955-57 Triumph TR3

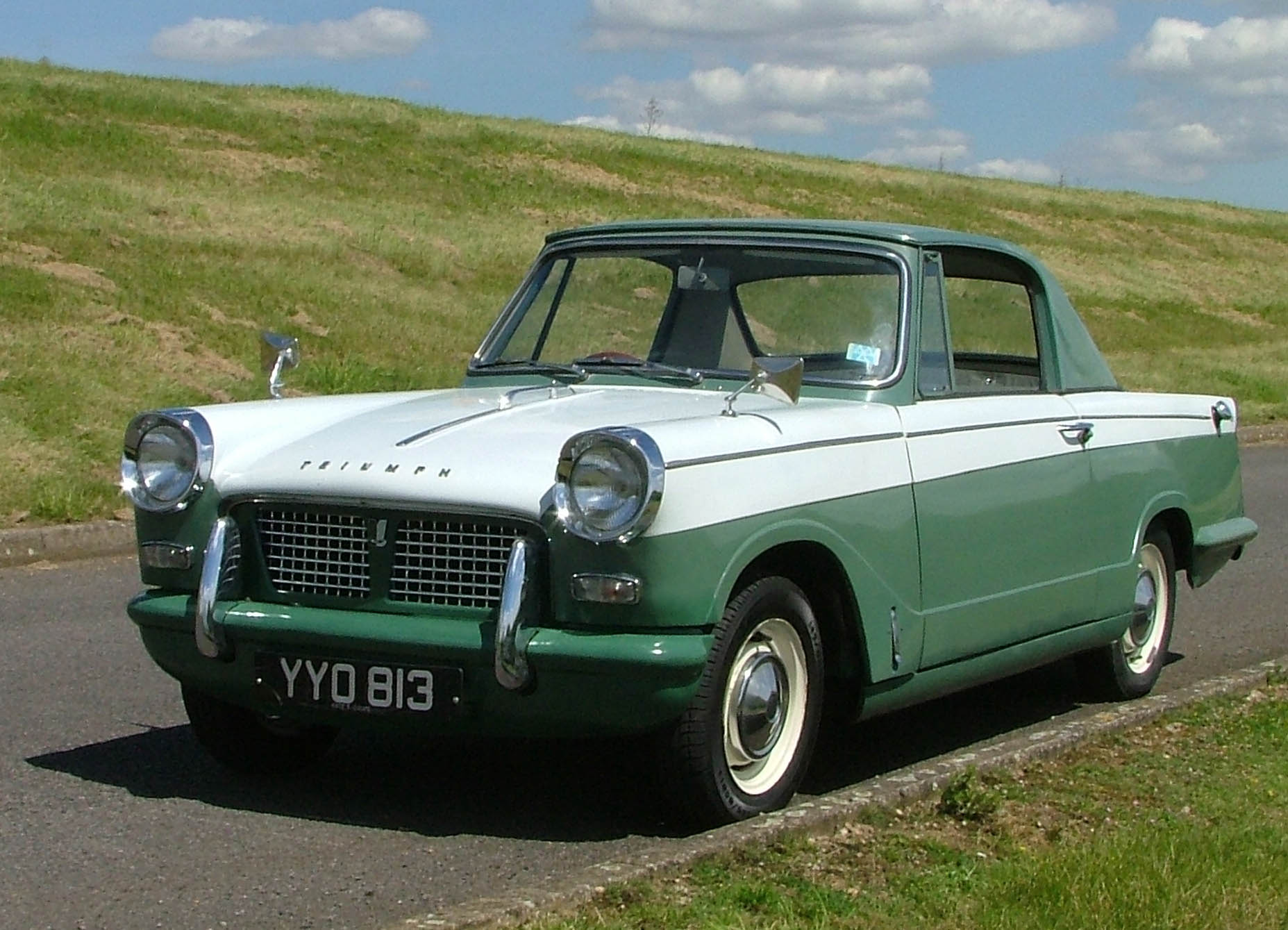
1960 Triumph Herald 948cc Coupe

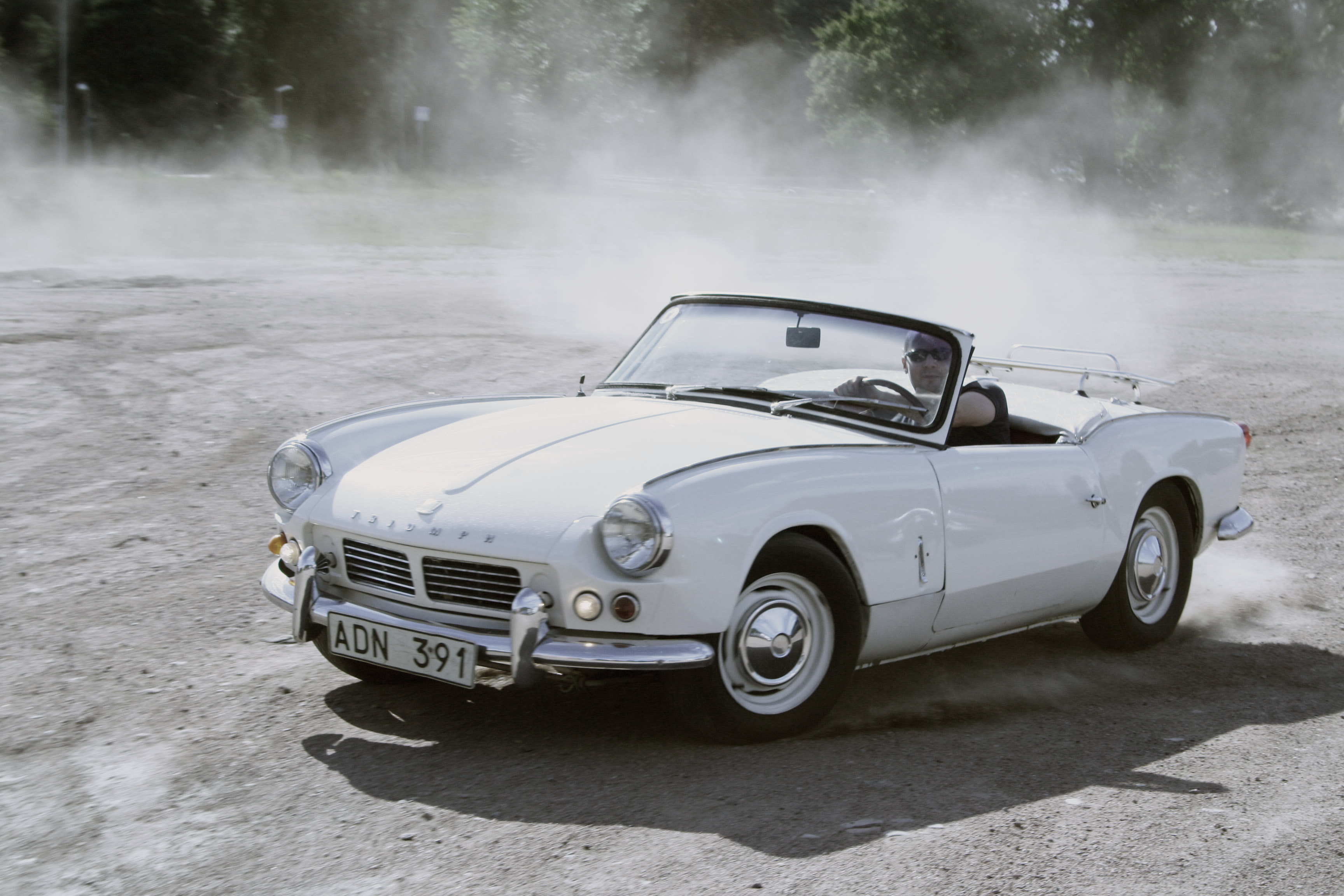
Triumph Spitfire (1965)

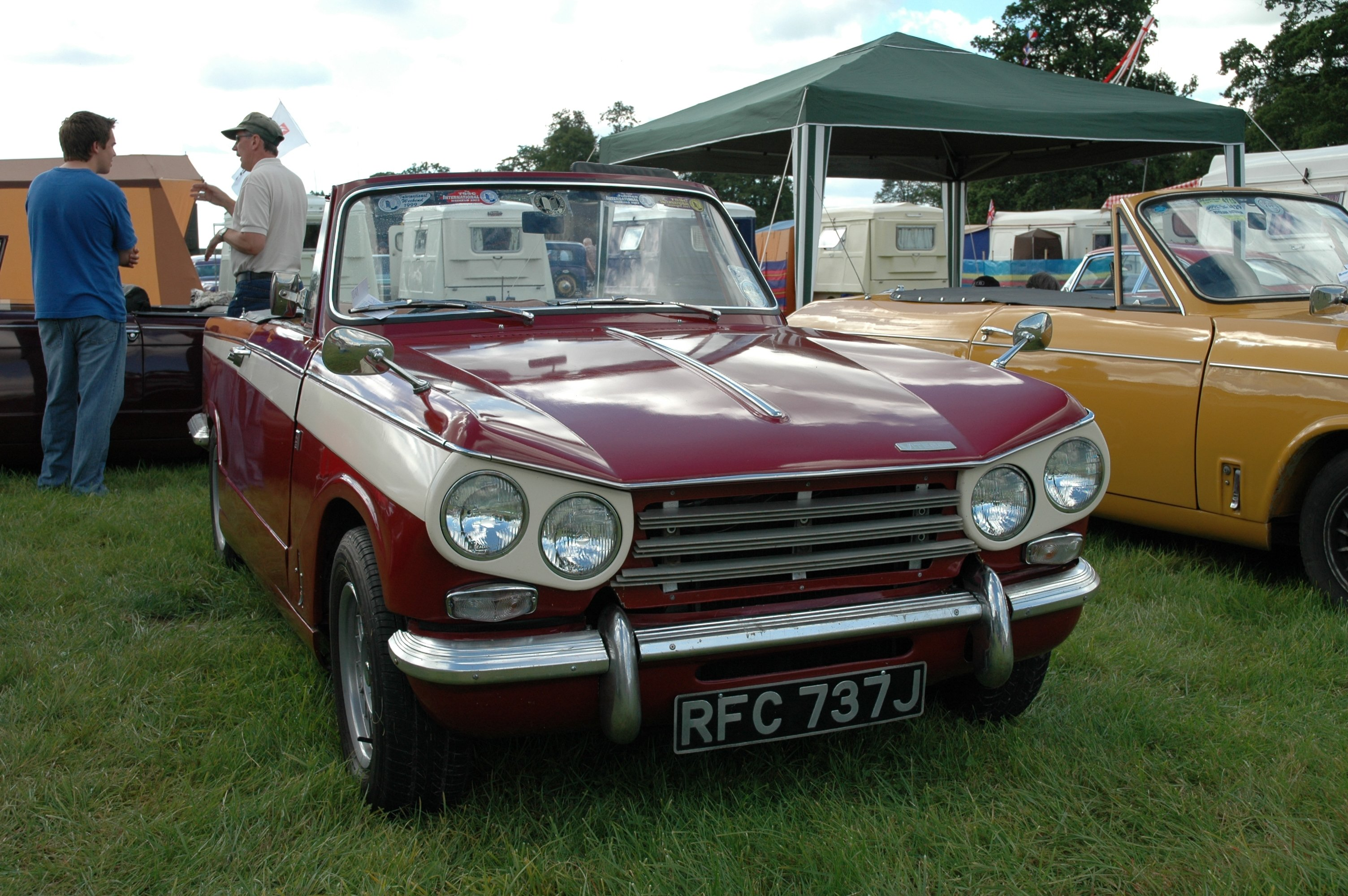
1970 Triumph Vitesse Mk.2 Convertible

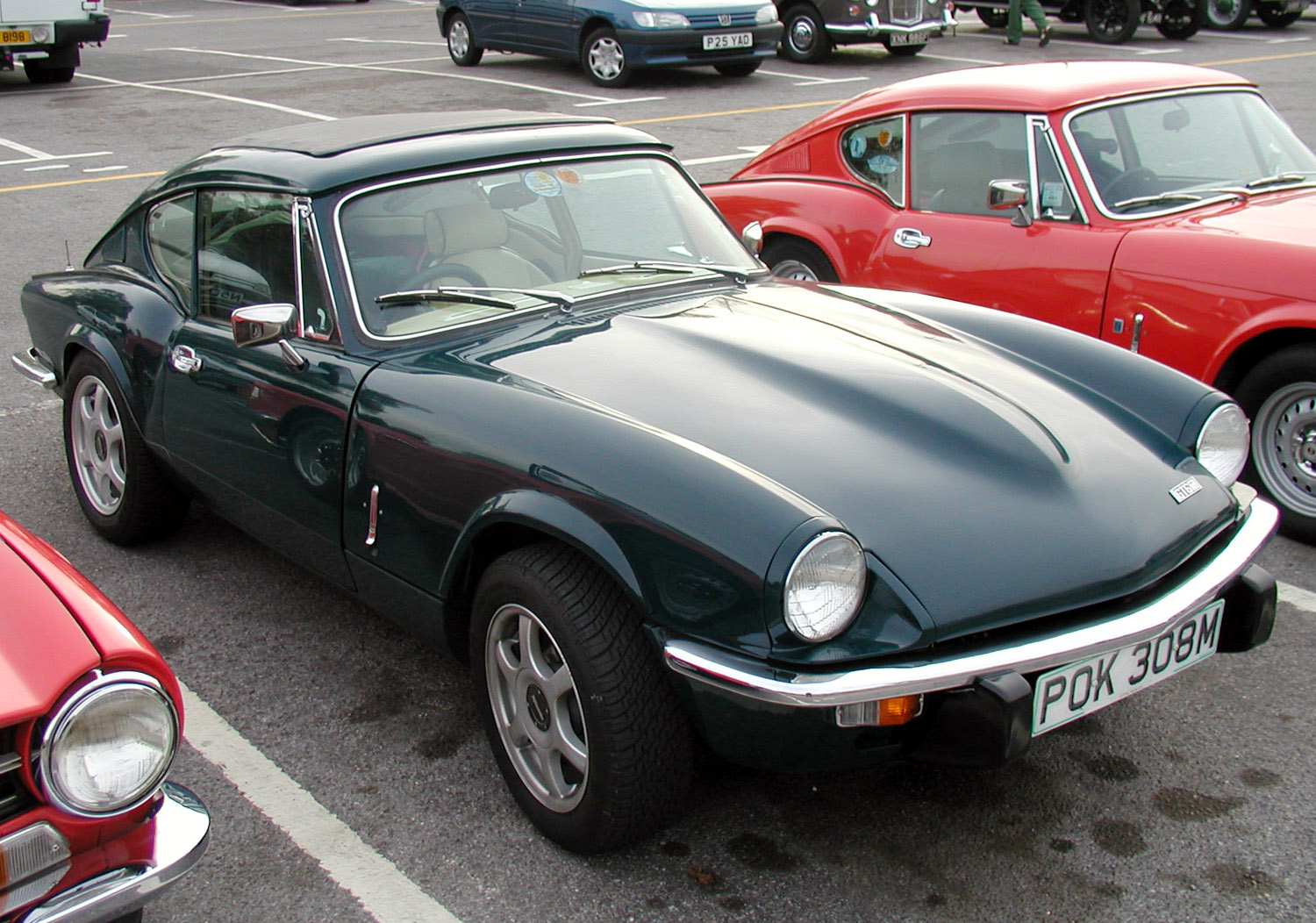
1974 Triumph GT6 Coupé

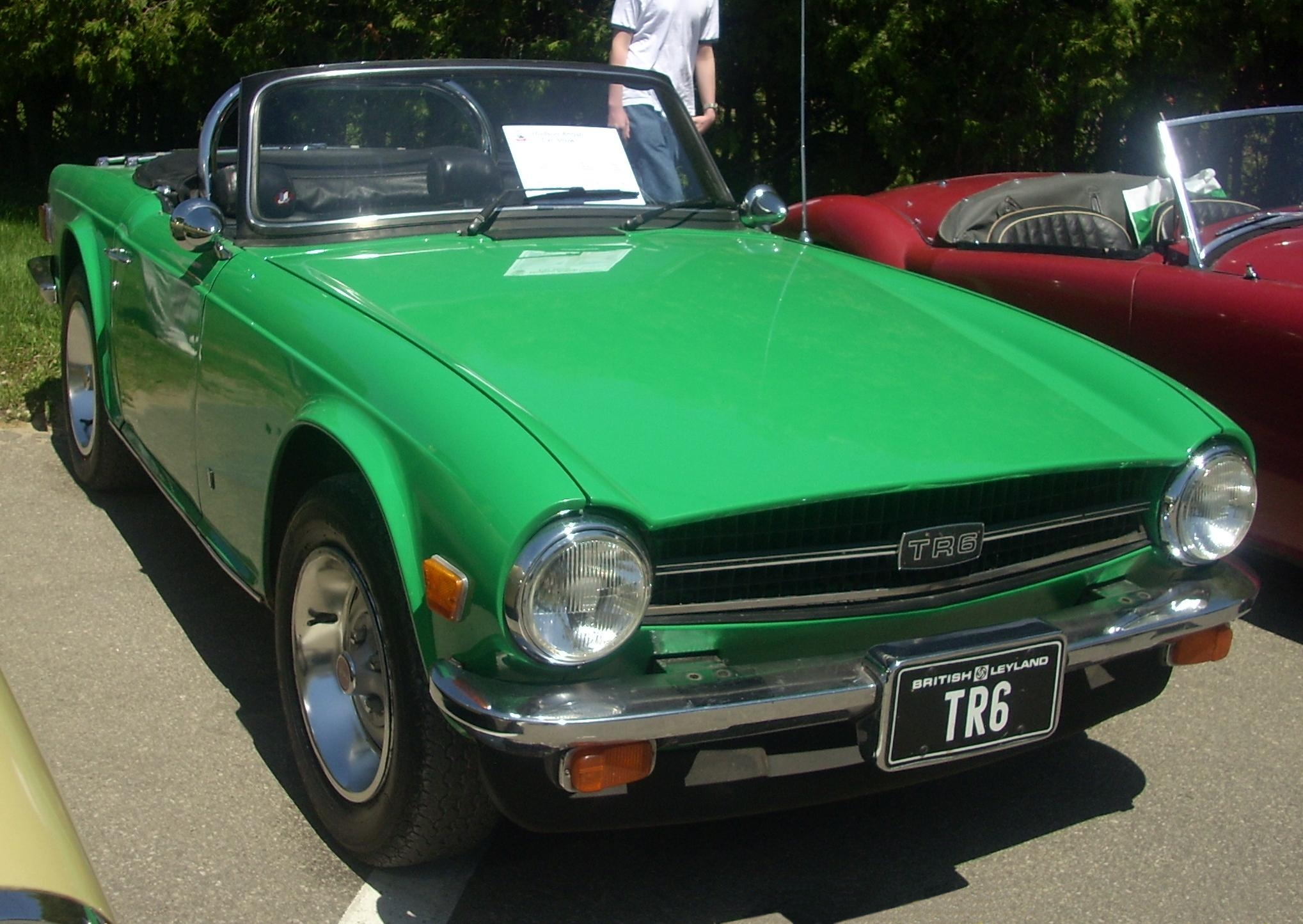
1976 Triumph TR6

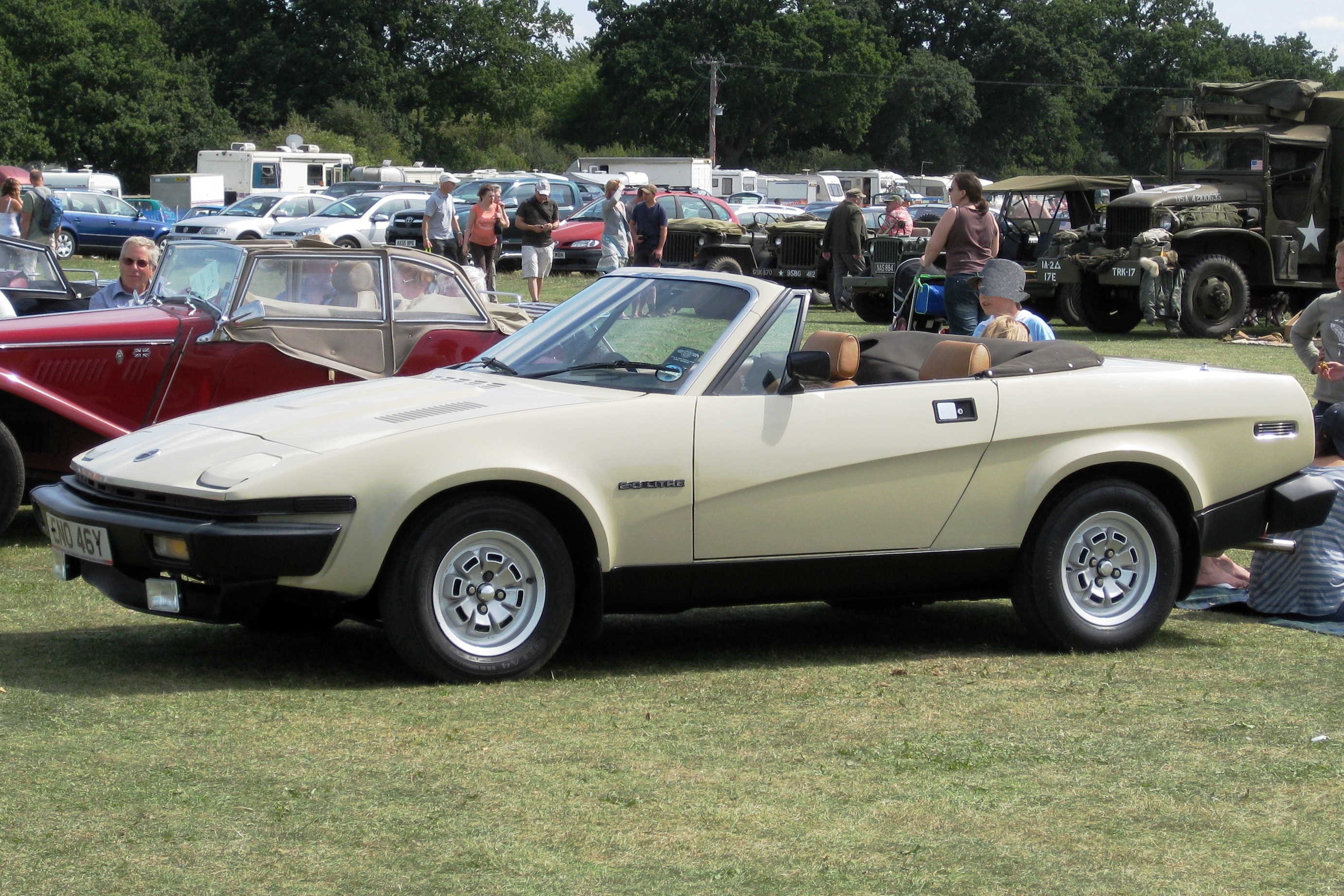
Triumph TR7 (1976)

В 1961 году компания Standard—Triumph была куплена компанией Leyland Motors. Дальнейшее слияние в 1967 году с предприятием Rover, привело к формированию British Leyland Motors Corporation в 1968 году.
В период с 1968 по 1970 год компания Triumph выпустила несколько новых моделей: седан среднего класса Triumph — 2,5 PI с системой впрыска топлива и спортивный Stag, который по уровню комплектации ни в чём не уступал седанам среднего класса Triumph-2000 и 2500.
В 1972—1973 годах была проведена модернизация моделей Dolomite (англ.) и Dolomite Sprint. В 1976 году с конвейера сошла новая спортивная модель TR-7, которая с 1979 года предлагалась и с кузовом кабриолет. В 1977 году модель Stag сняли с производства. В то время компания попала в тяжелое финансовое положение и стала избавляться от моделей, которые не пользовались высоким спросом. Тогда же из производственной программы исключили все модели с 6-цилиндровыми двигателями.

### Закат компании
В 1979 году английский концерн British Leyland и японская автомобильная компания Honda заключили договор о сотрудничестве. Последней моделью компании стал Triumph Acclaim, представляющую собой перелицованную Honda Ballade. 9 июня 1984 года производство автомобилей под брендом Triumph было прекращено, когда Acclaim был заменен моделью Rover 200 — перелицованной, в результате бедж-инжиниринга, версии модели Honda Civic/Ballade следующего поколения.

### Triumph сегодня
В настоящий момент торговая марка Triumph принадлежит концерну BMW, которая приобрела Triumph, во время сделки по Rover Group в 1994 году. Когда подразделение MG Rover было продано компании Phoenix Consortium в 2000 году, консорциум пытался купить вместе с ним и права на торговую марку Triumph, однако BMW отказалось.

## Модели автомобилей Triumph

### Довоенные
| Название                          | Двигатель                                 | Годы выпуска |
| --------------------------------- | ----------------------------------------- | ------------ |
| Triumph 10/20                     | 1393 см3 рядный 4-цилиндровый             | (1923–1925)  |
| Triumph 13/35 или 12.8            | 1872 см3 рядный 4-цилиндровый             | (1927–1927)  |
| Triumph 15/50 или Fifteen         | 2169 см3 рядный 4-цилиндровый             | (1926–1930)  |
| Triumph Super 7                   | 747 см3 рядный 4-цилиндровый              | (1928)       |
| Triumph Super 8                   | 832 см3 рядный 4-цилиндровый              | (1930)       |
| Triumph Super 9                   | 1018 см3 рядный 4-цилиндровый             | (1931)       |
| Triumph Gloria 10                 | 1087 см3 рядный 4-цилиндровый             | (1933)       |
| Triumph 12-6 Scorpion             | 1203 см3 рядный 6-цилиндровый             | (1931–1933)  |
| Triumph Southern Cross            | 1087/1232 см3 рядный 4-цилиндровый        | (1932)       |
| Triumph Gloria ('12' / '12') Four | 1232/1496 см3 рядный 4-цилиндровый        | (1934–1937)  |
| Triumph Gloria ('6' / '6/16') Six | 1476/1991 см3 рядный 6-цилиндровый        | (1934–1935)  |
| Triumph Gloria 14                 | 1496/1767 см3 рядный 4-цилиндровый        | (1937–1938)  |
| Triumph Dolomite 8                | 1990 см3 рядный 8-цилиндровый (DOHC)      | (1934)       |
| Triumph Dolomite Vitesse 14       | 1767/1991 см3 рядный 4- или 6-цилиндровый | (1937–1938)  |
| Triumph Vitesse                   | 1767/1991 см3 рядный 4- или 6-цилиндровый | (1935–1938)  |
| Triumph Dolomite 14/60            | 1767/1991 см3 рядный 4- или 6-цилиндровый | (1937–1939)  |
| Triumph Dolomite Roadster         | 1767/1991 см3 рядный 4- или 6-цилиндровый | (1937–1939)  |
| Triumph 12                        | 1496 см3 рядный 4-цилиндровый             | (1939–1940)  |

### Послевоенные
| Название                                           | Двигатель                     | Годы выпуска | Количество   |
| -------------------------------------------------- | ----------------------------- | ------------ | ------------ |
| Triumph 1800 Saloon                                | 1776 см3 рядный 4-цилиндровый | 1946–1949    |              |
| Triumph 1800 Roadster                              | 1776 см3 рядный 4-цилиндровый | 1946–1948    |              |
| Triumph 2000 Saloon                                | 2088 см3 рядный 4-цилиндровый | 1949         |              |
| Triumph 2000 Roadster                              | 2088 см3 рядный 4-цилиндровый | 1948–1949    |              |
| Triumph Renown                                     | 2088 см3 рядный 4-цилиндровый | 1949–1954    |              |
| Triumph Mayflower                                  | 1247 см3 рядный 4-цилиндровый | 1949–1953    |              |
| Triumph TR1 / 20TS                                 | 2208 см3 рядный 4-цилиндровый | 1950         | 1 (прототип) |
| Triumph TR2                                        | 1991 см3 рядный 4-цилиндровый | 1953–1955    | 8.636        |
| Triumph TR3                                        | 1991 см3 рядный 4-цилиндровый | 1956–1958    |              |
| Triumph TR3A                                       | 1991 см3 рядный 4-цилиндровый | 1958–1962    |              |
| Triumph TR3B                                       | 2138 см3 рядный 4-цилиндровый | 1962         |              |
| Triumph Italia                                     | 1991 см3 рядный 4-цилиндровый | 1959–1962    |              |
| Triumph TR4                                        | 2138 см3 рядный 4-цилиндровый | 1961–1965    |              |
| Triumph TR4A                                       | 2138 см3 рядный 4-цилиндровый | 1965–1967    |              |
| Triumph TR5                                        | 2498 см3 рядный 6-цилиндровый | 1967–1968    | 1161 UK Spec |
| Triumph TR250                                      | 2498 см3 рядный 6-цилиндровый | 1967–1968    |              |
| Triumph Dove GTR4                                  | 2138 см3 рядный 4-цилиндровый | 1961–1964    |              |
| Triumph TR6                                        | 2498 см3 рядный 6-цилиндровый | 1969–1976    |              |
| Triumph TR7                                        | 1998 см3 рядный 4-цилиндровый | 1975–1981    |              |
| Triumph TR8                                        | 3528 см3 V8                   | 1978–1981    |              |
| Triumph Spitfire 4 (Spitfire Mk I)                 | 1147 см3 рядный 4-цилиндровый | 1962–1965    | 45.763       |
| Triumph Spitfire Mk II                             | 1147 см3 рядный 4-цилиндровый | 1965–1967    | 37.409       |
| Triumph Spitfire Mk III                            | 1296 см3 рядный 4-цилиндровый | 1967–1970    | 65.320       |
| Triumph Spitfire Mk IV                             | 1296 см3 рядный 4-цилиндровый | 1970–1974    | 70.021       |
| Triumph Spitfire 1500                              | 1493 см3 рядный 4-цилиндровый | 1974–1980    | 95.829       |
| Triumph GT6                                        | 1998 см3 рядный 6-цилиндровый | 1966–1973    | 40.926       |
| Triumph Herald                                     | 948 см3 рядный 4-цилиндровый  | 1959–1964    |              |
| Triumph Herald 1200                                | 1147 см3 рядный 4-цилиндровый | 1961–1970    |              |
| Triumph Herald 12/50                               | 1147 см3 рядный 4-цилиндровый | 1963–1967    |              |
| Triumph Herald 13/60                               | 1296 см3 рядный 4-цилиндровый | 1967–1971    |              |
| Triumph Courier                                    | 1147 см3 рядный 4-цилиндровый | 1962–1966    |              |
| Triumph Vitesse 6                                  | 1596 см3 рядный 6-цилиндровый | 1962–1966    |              |
| Triumph Vitesse Sports 6 (US version of Vitesse 6) | 1596 см3 рядный 6-цилиндровый | 1962–1964    |              |
| Triumph Vitesse 2-litre and Vitesse Mark 2         | 1998 см3 рядный 6-цилиндровый | 1966–1971    |              |
| Triumph 1300                                       | 1296 см3 рядный 4-цилиндровый | 1965–1970    |              |
| Triumph 1300 TC                                    | 1296 см3 рядный 4-цилиндровый | 1967–1970    |              |
| Triumph 1500                                       | 1493 см3 рядный 4-цилиндровый | 1970–1973    |              |
| Triumph 1500 TC                                    | 1493 см3 рядный 4-цилиндровый | 1973–1976    |              |
| Triumph Stag                                       | 2997 см3 V8                   | 1970–1977    |              |
| Triumph Toledo                                     | 1296 см3 рядный 4-цилиндровый | 1970–1978    |              |
| Triumph Dolomite 1300                              | 1296 см3 рядный 4-цилиндровый | 1976–1980    |              |
| Triumph Dolomite 1500                              | 1493 см3 рядный 4-цилиндровый | 1976–1980    |              |
| Triumph Dolomite 1500 HL                           | 1493 см3 рядный 4-цилиндровый | 1976–1980    |              |
| Triumph Dolomite 1850                              | 1850 см3 рядный 4-цилиндровый | 1972–1976    |              |
| Triumph Dolomite 1850 HL                           | 1850 см3 рядный 4-цилиндровый | 1976–1980    |              |
| Triumph Dolomite Sprint                            | 1998 см3 рядный 4-цилиндровый | 1973–1980    |              |
| Triumph 2000 Mk1, Mk2, TC                          | 1998 см3 рядный 6-цилиндровый | 1963–1977    |              |
| Triumph 2.5 PI Mk1, Mk2                            | 2498 см3 рядный 6-цилиндровый | 1968–1975    |              |
| Triumph 2500 TC & S                                | 2498 см3 рядный 6-цилиндровый | 1974–1977    |              |
| Triumph Acclaim                                    | 1335 см3 рядный 4-цилиндровый | 1981–1984    | 133.625      |